# 佐賀県立唐津高等学校
佐賀県立唐津高等学校（さがけんりつからつこうとうがっこう）
- 佐賀県立唐津第一高等学校と佐賀県立唐津第二高等学校が、1949年度から1955年度にかけて統合されていた期間の校名。1956年度に佐賀県立唐津東高等学校と佐賀県立唐津西高等学校に分離した[1][2]。